# Pelourinho de Penamacor

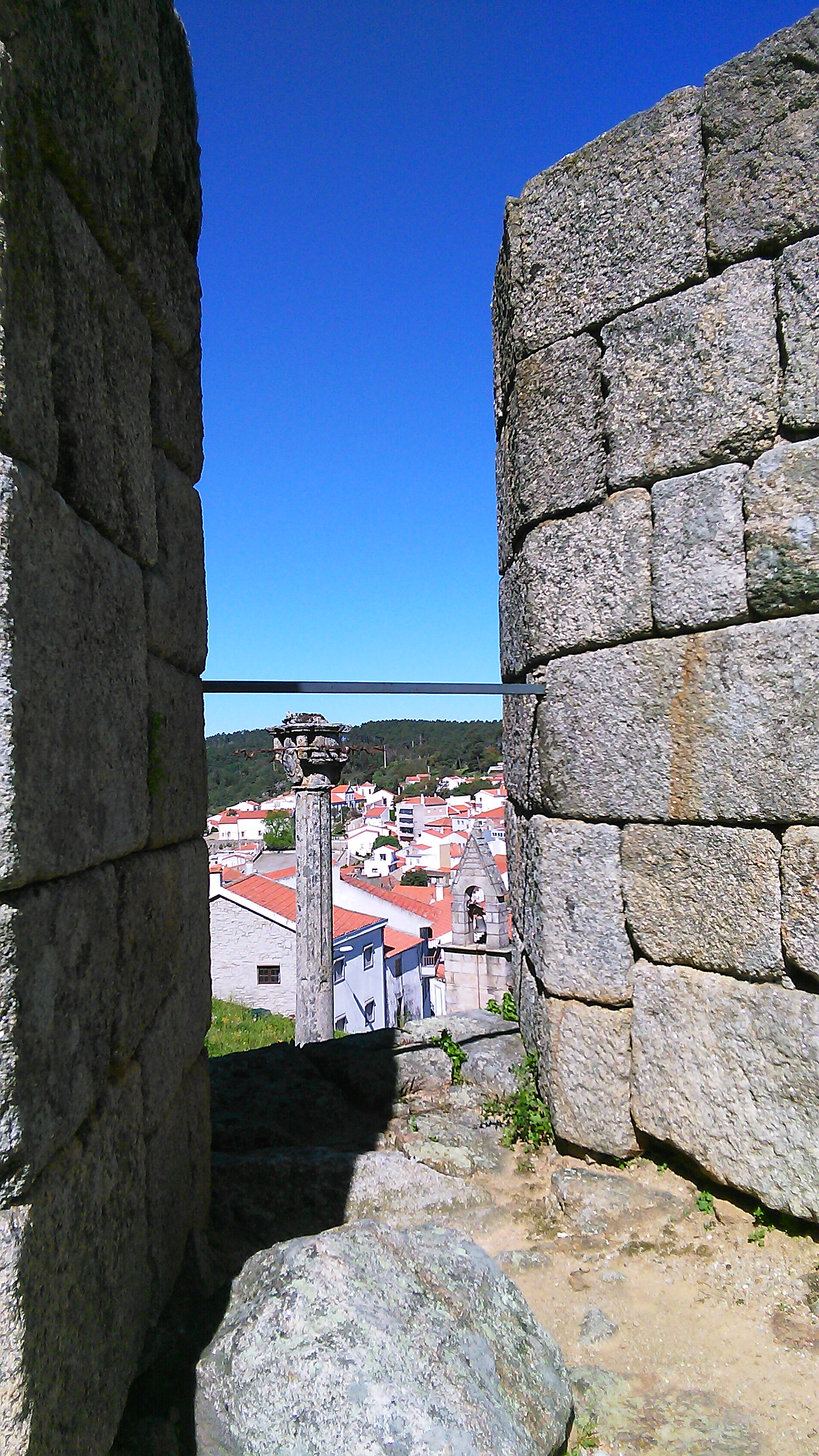
Pelourinho de Penamacor visto do castelo.

O Pelourinho de Penamacor localiza-se na freguesia de Penamacor, no município do mesmo nome, distrito de Castelo Branco, em Portugal.
Juntamente com o pelourinho da Bemposta é um dos dois do concelho.
Encontra-se classificado como Imóvel de Interesse Público desde 1933.
Edificado em 1565, assenta num soco de quatro degraus octogonais. É formado por uma coluna cilíndrica com sulcos, de capitel ornado com as armas nacionais e municipais. Do seu topo projectam-se ferros de sujeição serpentiformes.